# Beaurepaire (Vendeia)
Beaurepaire é uma comuna francesa na região administrativa da Pays de la Loire, no departamento de Vendéia. Estende-se por uma área de 24,19 km². Em 2010 a comuna tinha 2 474 habitantes (densidade: 102,3 hab./km²).